# ランフォスクス
ランフォスクス（学名：Rhamphosuchus）は、新生代の南アジアに生息したワニの絶滅した属。かつては全長15メートル強と考えられ、後に全長10メートルに推定値が修正されたものの、依然として同亜科において巨大な属である。ランフォスクスは新第三紀中新世に生息しており、またそれ以前の漸新世からそれ以後の鮮新世まで長期にわたって生息した可能性が層序から示唆される。化石は2地域から産出しており、1地域はパキスタンと北インドのSiwalik Hills (en) 、もう1地域はパキスタンのシンド州である。タイプ種は Rhamphosuchus crassidensであり、主に歯と頭蓋骨からなる不完全な化石の組み合わせから知られている。従来インドガビアル属に分類されていた4種も本属に包含される可能性がある。

## 説明
従来、数多くの古生物学者は本属が推定全長15 - 18メートルに達する史上最大級のワニの一つであると考えていた。しかし、後の研究により本属の全長は約8 - 11メートルであることが示唆され、従って本属は既知の最大のワニではなくなった。他の大型のワニでは、クロコダイル上科に属するプルスサウルスとモウラスクスがそれぞれ全長13メートルおよび全長12メートルと推定されている。またアリゲーター上科ではエウテコドン、インドガビアル上科ではグリポスクスが全長10メートル前後と推定されている。ランフォスクスの食性は他の魚食性のトミストマ亜科と比べジェネラリストの傾向があったとされる。
ランフォスクスはかつて現生のマレーガビアルに近縁と考えられ、トミストマ亜科に分類されていた。しかし、従来トミストマ亜科の特徴とされた形質状態は側系統的であると判明した。系統解析を行った Iijima et al. (2022) はランフォスクスをインドガビアル亜科の派生的な属として系統樹上に 位置付けている。

## ギャラリー

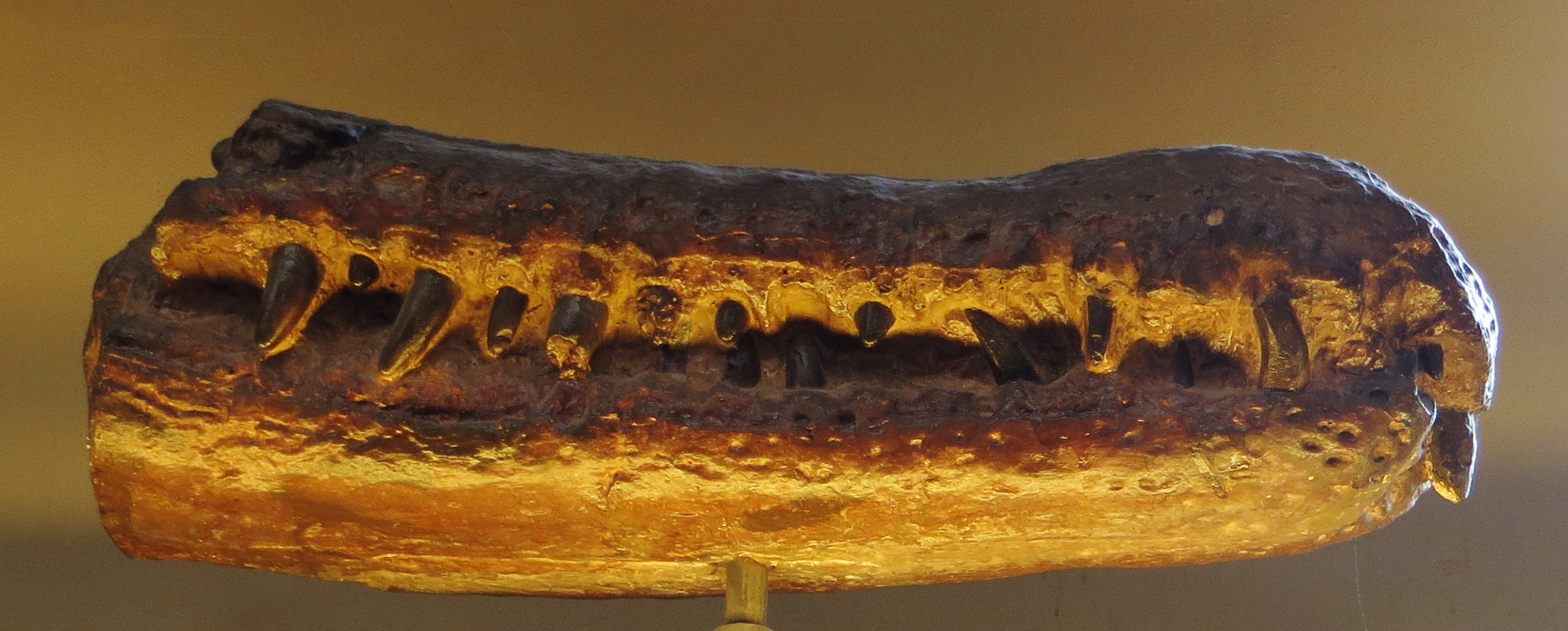
Rhamphosuchus crassidens の顎
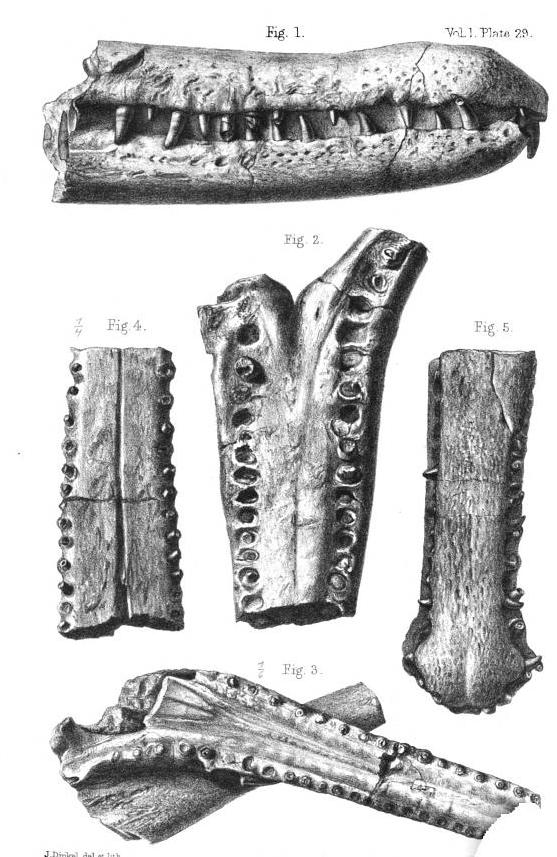
1868年に描かれた R. crassidens の標本スケッチ（上および中央）。Sewalik Hills から産出した他のワニ化石と比較されている。